# Rechter Winkel

Ein rechter Winkel

Ein rechter Winkel, kurz auch Rechter, ist ein Winkel von 90° und damit der vierte Teil eines Vollwinkels zu 360°. Zwei Geraden oder Strecken, die sich in einem rechten Winkel schneiden oder berühren, werden als rechtwinklig, senkrecht oder orthogonal bezeichnet. Rechte Winkel treten in vielen geometrischen Figuren und Konstruktionen auf und werden in Zeichnungen durch einen kleinen Viertelkreis mit Punkt oder durch ein kleines Quadrat gekennzeichnet. Der rechte Winkel war neben dem Vollwinkel zeitweise eine gesetzliche Einheit in Deutschland und in der Schweiz.

## Definition

Zwei rechte Winkel

Sowohl Euklid in seinem Werk Die Elemente (ca. 300 v. Chr.), als auch David Hilbert in seinem Axiomensystem der euklidischen Geometrie (1899) definieren einen rechten Winkel als einen Winkel, der kongruent zu seinem Nebenwinkel ist:

„Wenn eine gerade Linie, auf eine gerade Linie gestellt, einander gleiche Nebenwinkel bildet, dann ist jeder der gleichen Nebenwinkel ein Rechter“

Das Adjektiv „recht“ meint hierbei nicht rechts, sondern recht im Sinne von aufrecht (lateinisch rectus). Alternativ dazu wird spätestens seit dem 16. Jahrhundert ein rechter Winkel auch als ein Winkel, zu dem ein Viertelkreis gehört, definiert. Beide Definitionen sind zueinander äquivalent, denn zwei Nebenwinkel ergeben zusammen einen gestreckten Winkel, dem ein Halbkreis entspricht.

## Beispiele

Je zwei Koordinatenachsen im kartesischen Koordinatensystem bilden miteinander einen rechten Winkel

In der Ebene bilden beispielsweise einen rechten Winkel:
- die Koordinatenachsen eines kartesischen Koordinatensystems
- zwei benachbarte Seiten eines Rechtecks
- die beiden Katheten eines rechtwinkligen Dreiecks
- die beiden Diagonalen eines Drachenvierecks
- die beiden Halbachsen einer Ellipse
- die Verbindungslinien eines Punkts auf einem Halbkreis mit den Endpunkten des Durchmessers (Satz des Thales)

Im Raum bilden beispielsweise einen rechten Winkel:
- je zwei der Koordinatenachsen eines dreidimensionalen kartesischen Koordinatensystems
- zwei benachbarte Kanten eines Quaders
- je zwei der drei Raumdiagonalen eines Oktaeders
- zwei zueinander orthogonale Vektoren
- das Lot auf eine Ebene mit jeder Gerade der Ebene durch den Lotfußpunkt

In einem orthogonalen Polygon oder einem orthogonalen Polyeder bilden alle benachbarten Kanten rechte Winkel.

## Bestimmung rechter Winkel

In einem rechtwinkligen Dreieck gilt

Die Graphen zweier linearer Funktionen schneiden sich in einem rechten Winkel, wenn das Produkt der Steigungen ergibt

### Zwischen Strecken
Zwei Strecken {\displaystyle [AC]} und {\displaystyle [BC]} bilden nach dem Satz des Pythagoras genau dann einen rechten Winkel, wenn für die Längen der Strecken
{\displaystyle |AC|^{2}+|BC|^{2}=|AB|^{2}}
gilt. Die ganzzahligen Lösungen dieser Gleichung heißen pythagoreische Tripel. So bilden zwei Strecken, die sich in einem Punkt treffen und deren Längen {\displaystyle 3} bzw. {\displaystyle 4} Einheiten betragen, genau dann miteinander einen rechten Winkel, wenn die Verbindungsstrecke der beiden Endpunkte {\displaystyle 5} Einheiten lang ist, denn
{\displaystyle 3^{2}+4^{2}=9+16=25=5^{2}}. Die Harpedonapten (Seilspanner) im alten Ägypten verwendeten dies zur Konstruktion des rechten Winkels.

### Zwischen Funktionsgraphen
Die Graphen zweier linearer Funktionen {\displaystyle f(x)=m_{1}x+b_{1}} und {\displaystyle g(x)=m_{2}x+b_{2}} schneiden sich genau dann in einem rechten Winkel, wenn für das Produkt der Steigungen
{\displaystyle m_{1}\cdot m_{2}=-1}
gilt. Beispielsweise schneiden sich die Graphen der beiden linearen Funktionen {\displaystyle f(x)=-2x+5} und {\displaystyle g(x)={\tfrac {1}{2}}x+2} rechtwinklig, denn
{\displaystyle m_{1}\cdot m_{2}=(-2)\cdot {\tfrac {1}{2}}=-1}.
Allgemeiner schneiden sich die Graphen zweier differenzierbarer Funktionen {\displaystyle f} und {\displaystyle g} genau dann in einem rechten Winkel, wenn am Schnittpunkt {\displaystyle {\bar {x}}} das Produkt der Ableitungen (der Tangentensteigungen)
{\displaystyle f'({\bar {x}})\cdot g'({\bar {x}})=-1}
ergibt. So schneiden sich beispielsweise die Graphen der Funktionen {\displaystyle f(x)={\tfrac {1}{2}}(x^{2}+1)} und {\displaystyle g(x)={\tfrac {1}{x}}} an der Stelle {\displaystyle {\bar {x}}=1} rechtwinklig, denn {\displaystyle f({\bar {x}})=g({\bar {x}})} und
{\displaystyle f'({\bar {x}})\cdot g'({\bar {x}})={\bar {x}}\cdot (-{\tfrac {1}{{\bar {x}}^{2}}})=1\cdot (-1)=-1}.

### Zwischen Kurven
Zwei sich schneidende Geraden bilden in einem kartesischen Koordinatensystem genau dann einen rechten Winkel, wenn für das Skalarprodukt der Richtungsvektoren {\displaystyle {\vec {r}}} und {\displaystyle {\vec {s}}} der beiden Geraden
{\displaystyle {\vec {r}}\cdot {\vec {s}}=0}
gilt. So stehen beispielsweise zwei Geraden mit den Richtungsvektoren {\displaystyle {\vec {r}}=(2,1)} und {\displaystyle {\vec {s}}=(1,-2)} aufeinander senkrecht, da
{\displaystyle {\vec {r}}\cdot {\vec {s}}=2\cdot 1+1\cdot (-2)=0}
ist. Allgemeiner bilden zwei sich schneidende differenzierbare Kurven miteinander einen rechten Winkel, wenn das Skalarprodukt ihrer Tangentialvektoren am Schnittpunkt verschwindet.

## Trigonometrie

Die wichtigsten trigonometrischen Funktionen. Für einen rechten Winkel ist der Wert der horizontalen Achse.

Für die trigonometrischen Funktionen Sinus und Kosinus, Tangens und Kotangens sowie Sekans und Kosekans eines rechten Winkels {\displaystyle \alpha } gilt:
- {\displaystyle \sin \alpha =\csc \alpha =1}
- {\displaystyle \cos \alpha =\cot \alpha =0}
- {\displaystyle \tan \alpha } und {\displaystyle \sec \alpha } sind nicht definiert

## Einheiten
Ein rechter Winkel entspricht in den verschiedenen Winkelmaßen:
- 1 Rechter = 90° = 90 Grad
- 1 Rechter = {\displaystyle \pi }/2 rad im Bogenmaß (SI-Einheit)
- 1 Rechter = 100g = 100 gon = 100 Neugrad
- 1 Rechter = 8" = 8 nautische Strich
- 1 Rechter = 1600¯ = 1600 mil = 1600 artilleristische Strich
- 1 Rechter = 6h = 360m = 21600s im Stundenmaß

Vom 5. Juli 1970 bis zum 29. November 1973 war neben dem Vollwinkel (360 Grad) auch der rechte Winkel mit dem Einheitenzeichen ∟ in Deutschland eine gesetzliche Einheit. Bis zum 31. Dezember 1996 war der rechte Winkel in der Schweiz gesetzliche Einheit.

## Konstruktion zeichnerisch
Hilfsmittel zum Zeichnen von rechtwinkligen Linien sind beispielsweise in der Schule ein mathematisches Papier oder ein Geodreieck. Zur Konstruktion mit Zirkel und Lineal siehe Lot (Mathematik). Beim technischen Zeichnen am Reißbrett wird ein Zeichenkopf mit Zeichenschienen eingesetzt. Im metall- und holzverarbeitenden Handwerk wird zur Abmessung rechter Winkel ein Winkelmaß oder eine Lehre verwendet.

Konstruktion eines rechten Winkels in einem Punkt {\displaystyle P}, einer Gerade {\displaystyle g}.
Konstruktion eines rechten Winkels in einem Punkt {\displaystyle P}, einer Halbgeraden {\displaystyle h}, mithilfe des Thaleskreises (Punkt {\displaystyle M} frei wählbar). Vorteilhaft, wenn Punkt {\displaystyle P} auf oder nahe am Anfangspunkt {\displaystyle A} liegt.[5]

In der Praxis erhält man so natürlich immer nur Näherungen an das geometrische Konzept des rechten Winkels.

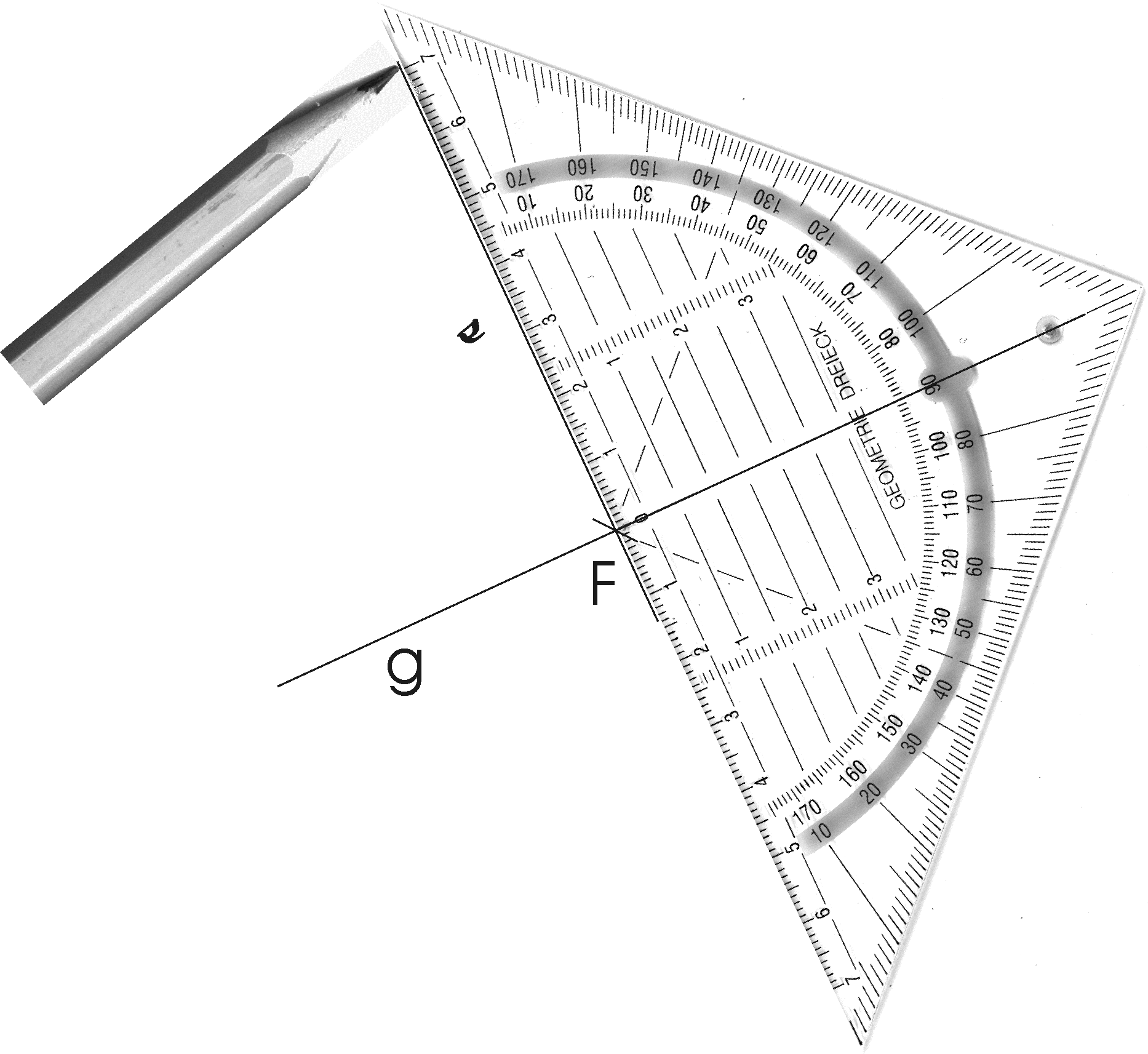
Zeichnen rechter Winkel mit dem Geodreieck
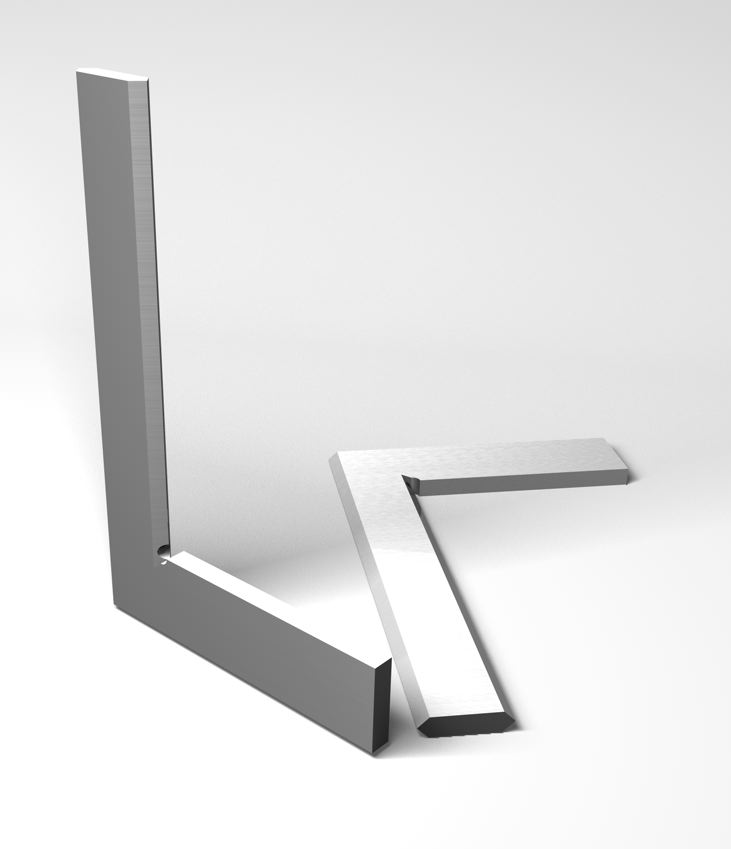
Zwei Haarwinkel
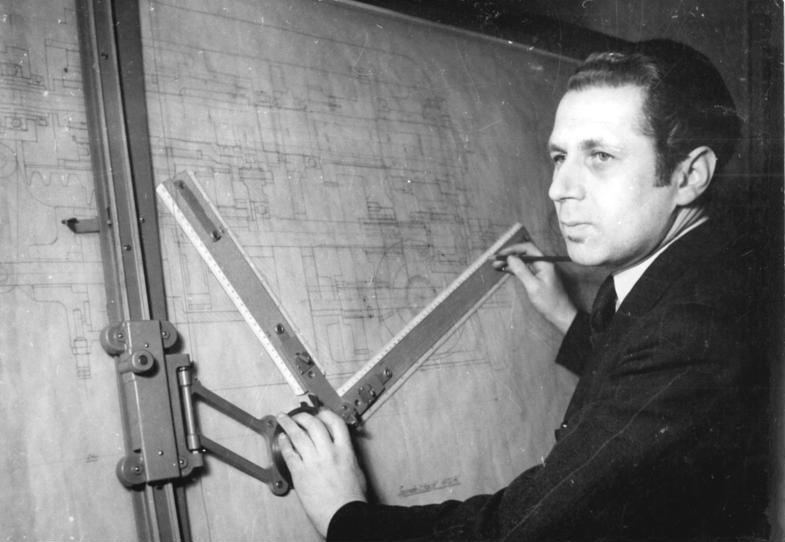
Ingenieur am Reißbrett
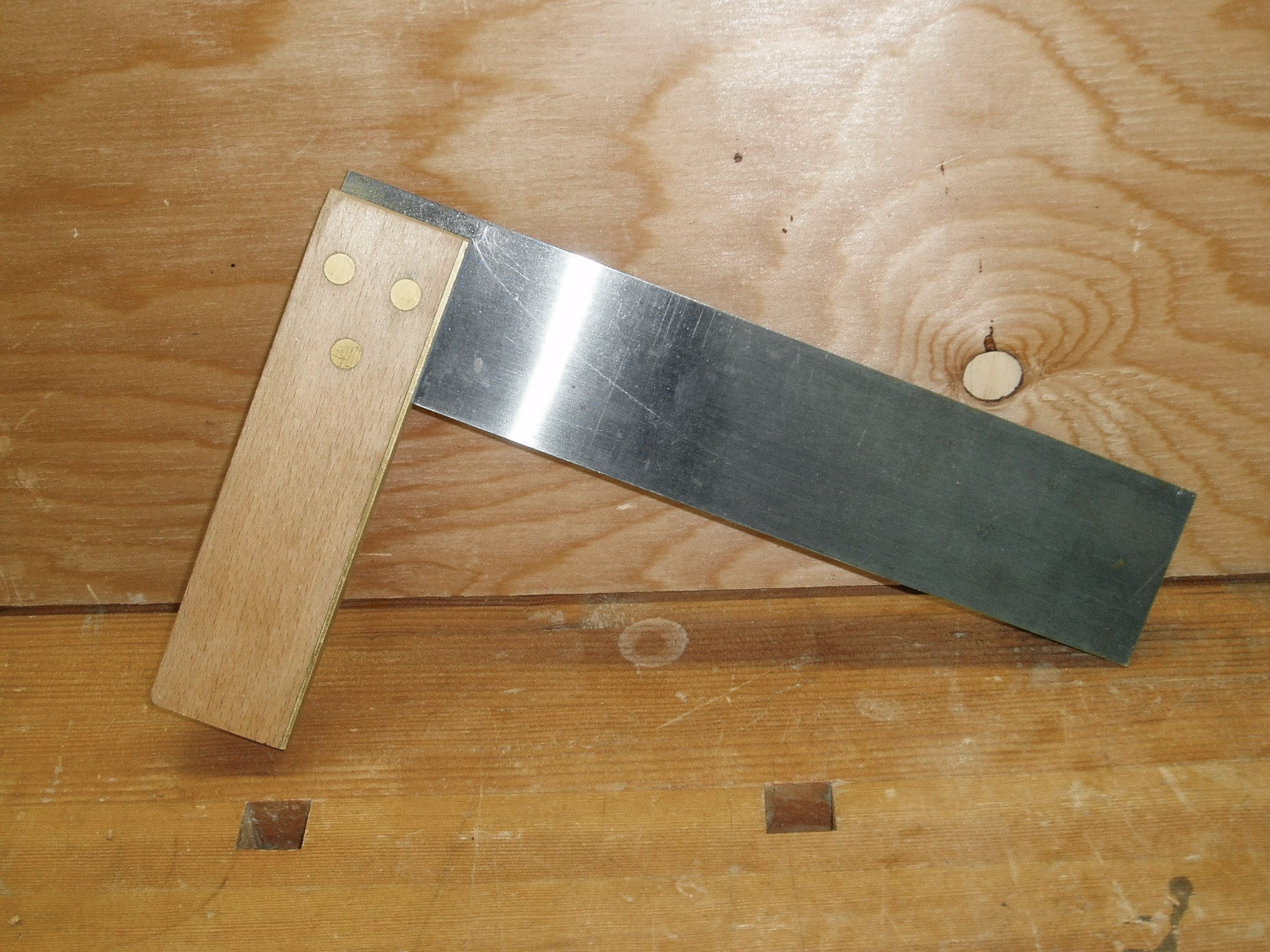
Ein Anschlagwinkel

## Konstruktion praktisch

Kleinster Tripel:

Zur Konstruktion rechter Winkel über längere Distanzen hinweg wurden im Laufe der Zeit verschiedene mechanische Hilfsmittel entwickelt.
Die einfachste Art, einen rechten Winkel zu konstruieren, erfolgt mit einer Schnur, an der 12 gleiche Abstände markiert sind (12-Knoten-Schnur). Diese spannt man zu einem Dreieck mit den Kantenlängen {\displaystyle (3,4,5)}. Zwischen den zwei kurzen Seiten (Katheten) liegt der rechte Winkel (genau 90°). Diese Methode wurde schon im alten Ägypten und im Mittelalter in der Baukunst benutzt. Wenn man beispielsweise mit einer Schlauchwaage eine waagrechte Linie konstruieren kann, kann man so eine senkrechte Linie konstruieren. Oder wenn man mit dem Senkblei eine senkrechte Linie konstruieren kann, kann man so eine waagrechte Linie konstruieren. Das zugrundeliegende Prinzip heißt pythagoreisches Tripel.
In der römischen Bautechnik wurde bei der Limitation von Siedlungen eine Groma zur Absteckung rechter Winkel verwendet, in neuerer Zeit kam hierfür eine Kreuzscheibe zum Einsatz. In der Geodäsie kommt bei Katastervermessungen mit dem Orthogonalverfahren ein Winkelprisma oder ein Theodolit zum Einsatz.
Heute sind diese Geräte weitgehend durch elektro-optische Entfernungsmesser, wie beispielsweise Tachymeter, abgelöst worden.

## Kennzeichnung und Kodierung
Zur Kennzeichnung rechter Winkel in Zeichnungen wird im deutschsprachigen Raum sowie einer Reihe weiterer europäischer Länder ein beide Schenkel des Winkels verbindender Viertelkreis mit einem Punkt darin verwendet. Gelegentlich wird der Punkt auch weggelassen. Im englischsprachigen Raum wird zur Kennzeichnung ein beide Schenkel des Winkels verbindender und mit ihnen ein kleines Quadrat (bzw. bei schräger Darstellung Parallelogramm) bildender zweiter rechter Winkel eingezeichnet.
Im Zeichensatz werden rechte Winkel folgendermaßen definiert und kodiert:
| Zeichen | Unicode  | Unicode                         | Name                                       | HTML        | HTML    | HTML    |
| Zeichen | Position | Bezeichnung                     | Name                                       | hexadezimal | dezimal | benannt |
| ------- | -------- | ------------------------------- | ------------------------------------------ | ----------- | ------- | ------- |
| ∟       | U+221F   | right angle                     | Rechter Winkel                             | &#x221F;    | &#8735; | –       |
| ⦜       | U+299C   | right angle variant with square | Variante eines rechten Winkels mit Quadrat | &#x299C;    | –       | –       |
| ⦝       | U+299D   | measured right angle with dot   | Gemessener rechter Winkel mit Punkt        | &#x299D;    | –       | –       |
| ⊾       | U+22BE   | right angle with arc            | Rechter Winkel mit Bogen                   | &#x22BE;    | &#8894; | –       |

Das Zeichen ∟ für den rechten Winkel wurde erstmals von dem griechischen Mathematiker Pappos im 4. Jh. n. Chr. verwendet.

## Historisches

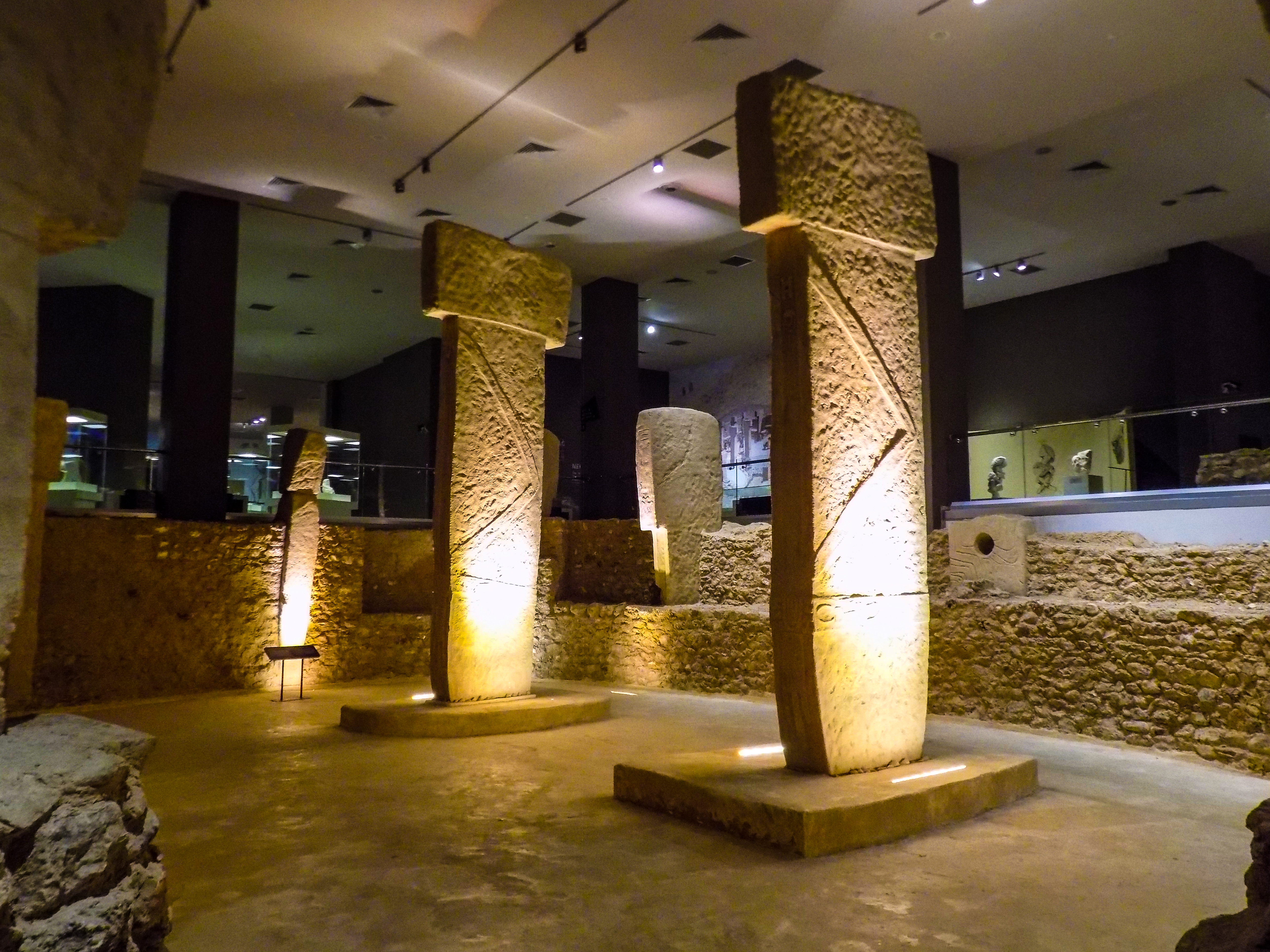
Pfeilersteine mit rechten Winkeln aus Göbekli Tepe (um 9000 v. Chr.) im Archäologischen Museum Şanlıurfa

Rechte Winkel sind – wie der Kreis, die Gerade etc. – Abstraktionen des menschlichen Geistes in seiner permanenten Auseinandersetzung mit der Natur und seinen eigenen Bedürfnissen. Sie kommen in der belebten Natur nicht vor und sind auch in der unbelebten sichtbaren Natur äußerst selten. Wahrscheinlich realisierte der Mensch den rechten Winkel erstmals in kleinen geometrischen Zeichnungen der Höhlenmalerei sowie beim Bau von Hütten. Bei letzteren entwickelten sie sich zwischen waagerechtem Boden und aufrecht stehenden Stangen sowie zwischen senkrecht stehenden Pfosten und horizontaler Geflechtfüllung. Später erscheinen sie auch in der Flecht- und Webkunst (z. B. bei Matten und Stoffen).
Dieses einmal gefundene Grundmuster schützte vor Wind und war blickdicht; es wurde immer weiter verfeinert und so entstanden Jahrtausende später die ersten Lehm- und Steinbauten mit rechtwinkligen Zugängen sowie Ecken und Ornamenten. Waren die etwa 10- bis 12.000 Jahre alten Bauten von Göbekli Tepe noch rund, so zeigen die Kanten der dortigen großen Pfeiler eindeutig rechte Winkel; die unmittelbar nebeneinander gebauten Häuser von Catalhöyük in Anatolien (um 7000 v. Chr.) haben hingegen bereits allesamt ein rechtwinkliges Grundmuster. Bei den Megalithbauten der Jungsteinzeit (um 3500 v. Chr.) sind exakt rechtwinklige Konstruktionen eher selten, doch spielen sie in z. B. Stonehenge und bei einigen Dolmen durchaus eine bedeutende Rolle. Einen großen Aufschwung nahm der rechte Winkel im Bereich der Architektur durch die Herstellung von Lehmziegeln und später von Ziegelsteinen.
Während Ägypter, Griechen, Römer und selbst die mesoamerikanischen Kulturen den Rechten Winkel in der Baukunst häufig verwenden, tritt er in der Keramik sowie in einzelnen Phasen der indisch-asiatischen sowie der europäischen Baukunst (Gotik, Barock) oder bei einzelnen Architekten der Postmoderne (z. B. Frank Gehry oder Friedensreich Hundertwasser) in den Hintergrund.
In der Möbelkunst (Sitzgelegenheiten, Tische etc.) sowie in der Ornamentik kommen rechte Winkel seit der Antike in vielfältiger Weise zum Einsatz (z. B. Fischgrätmuster, Schachbrettmuster, Mäander, Zick-Zack-Muster). Selbst die diversen Kreuzformen basieren auf dem Rechten Winkel.